# Caspar David Friedrich – Grenzen der Zeit
Caspar David Friedrich – Grenzen der Zeit è un film del 1986 diretto da Peter Schamoni e basato sulla vita dei pittori tedeschi Caspar David Friedrich e Carl Gustav Carus.

## Riconoscimenti
- Bavarian Film Awards 1987: Miglior Fotografia (Gérard Vandenberg)
- German Film Awards 1987: Premio Cinematografico in Oro: Miglior Realizzazione Individuale: Fotografia (Gérard Vandenberg)
- Nomination ai German Film Awards 1987: Miglior Film (Peter Schamoni)